# Dragontown
Albums de Alice Cooper
Brutal Planet
(2000) The Eyes of Alice Cooper
(2003)
Dragontown est le 22e album studio d'Alice Cooper et le 15e depuis qu'il est en solo. Il est sorti le 18 septembre 2001 sur le label Eagle Records en Europe et Spitfire Records en Amérique du Nord. Il fut produit par Bob Marlette.

## Historique
Cet album fut enregistré en 2001 en Californie dans les studios Henson de Los Angeles et The Blue Room des Woodland Hills. Avec l'album précédent, Brutal Planet il est le deuxième album tourné vers un son metal industriel écrit en collaboration avec le producteur et musicien Bob Marlette.
Il ne se classa pas bien dans les charts, atteignant à peine la 197e place du Billboard 200 aux États-Unis et ne restant classé qu'une semaine. Il atteignit néanmoins la 12e place du Billboard "Top Independent Albums".

## Liste des pistes
- Tous les titres ont été écrits par Alice Cooper et Bob Marlette, sauf indications.

| No | Titre                   | Durée |
| -- | ----------------------- | ----- |
| 1. | Triggerman              | 4:00  |
| 2. | Deeper                  | 4:36  |
| 3. | Dragontown              | 5:06  |
| 4. | Sex, Death and Money    | 3:39  |
| 5. | Fantasy Man             | 4:05  |
| 6. | Somewhere in the Jungle | 5:22  |

| No  | Titre                  | Durée |
| --- | ---------------------- | ----- |
| 7.  | Disgraceland           | 3:34  |
| 8.  | Sister Sara            | 4:35  |
| 9.  | Every Woman Has a Name | 3:45  |
| 10. | I Just Wanna Be God    | 3:53  |
| 11. | It's Much Too Late     | 4:40  |
| 12. | The Sentinel           | 3:53  |

2002 Special Edition Bonus Tracks
| No  | Titre                                              | Durée |
| --- | -------------------------------------------------- | ----- |
| 13. | Can't Sleep, Clowns Will Eat Me                    | 4:09  |
| 14. | Go to Hell (live ; Cooper, Dick Wagner, Bob Ezrin) | 3:48  |

| No  | Titre                                               | Durée |
| --- | --------------------------------------------------- | ----- |
| 15. | Ballad of Dwight Fry (live ; Cooper, Michael Bruce) | 4:27  |
| 16. | Brutal Planet (remix)                               | 4:27  |

## Musiciens
- Alice Cooper - chant
- Ryan Roxie - guitares, chœurs
- Tim Pierce - guitares
- Wayne Swinny: guitares
- Greg Smith - basse
- Kenny Aronoff - batterie
- Sid Riggs: claviers, programmation
- Bob Marlette - guitare rythmique, basse, claviers et programmation
- Teddy Andreadis, Eric Dover, Calico Cooper & Giovanna Muraga: chœurs

## Charts
| Pays        | Durée du classement | Meilleur classement |
| ----------- | ------------------- | ------------------- |
| Allemagne   | 1 semaine           | 54e                 |
| Autriche    | 1 semaine           | 75e                 |
| États-Unis  | 1 semaine           | 197e                |
| France      | 1 semaine           | 142e                |
| Suède       | 1 semaine           | 41e                 |
| Royaume-Uni | 1 semaine           | 87e                 |
| Suisse      | 1 semaine           | 98e                 |